# تكنوبوليس غوسيف
تكنوبوليس في مدينة غوسيف هو مشروع لإنشاء صناعة الالكترونيات الحديثة المعقدة في منطقة كالينينغراد.

## خلفية المشروع
في 2007، في غوسيف لأول مرة في روسيا، نظم إنتاج أجهزة الاستقبال المحلي لفضائيات وتلفزيون أرضي. وبعد عدة أشهر، بدأت شركة جنرال ساتلايت بناء مصنع لتصنيع المنتجات الإلكترونية لأغراض منزلية، في غوسيف. وقد في عام 2008، بين نيكولاي تصوكانوف رئيس إدارة مدينة غوسيف واندري تكاشينكو رئيس الشركة جنرال ساتلايت تم التوقيع على اتفاق بشأن إنشاء منطقة صناعية حديثة في المدينة. وتمت الموافقة على الفكرة من قبل السلطات المحلية، وقدمت الخطة في المنتدى الدولي للاستثمار «سوتشي - 2008». قرار لتوضع مرافق الإنتاج الجديدة في غوسيف، وفقا لاندري تكاشينكو، كان لسببين. أولا، الإنتاج الفعلي موجود هناك في المدينة على أساس المنطقة الاقتصادية الخاصة، التي هو المقر الرسمي للشركة. وبالإضافة إلى ذلك، وافقت بلدية المدينة عن طيب خاطر للمشاركة في مشروع لإنشاء تكنوبوليس، وتجري المهتمة في تنمية المنطقة. سنة 2009 كان افتتاح محطتين - «النظم التليفزيونية الرقمية» و«برانكور» - لإنتاج المنتجات التي لا يوجد لها نظائرها في روسيا. المصانع ينتج قمة مجموعة مربعات لاستقبال الفضائيات والبث الأرضي، والناقل يسلم دورة الإنتاج الكاملة: من لوحة أم إلى حالة - وكذلك الهوائيات الفضائية. قبلا، كان استيراد معظم هذه الأجهزة إلى الأسواق الروسية من الصين. وفقا لمديري المشروع، قد وصل إنتاج قمة مجموعة مربعات بالفعل 2 ٪ من الحجم العالمي.

### هدف المشروع
خلق القطب جديد لتنمية روسيا فعالة مبتكرة في غوسيف.

### مهمات المشروع
- تنمية غوسيف اقتصادية شاملة، وتحسين البنية التحتية الاجتماعية، وخلق الظروف الملائمة لتنمية الابتكار في مدينة والتحول غوسيف إلى تكنوبوليس في سنة 2013
- إنشاء مجموعة الصناعة الالكترونية في غوسيف. ويشتمل المشروع على بناء خمس مصانع التكنولوجيا الفائقة، التي يشغل أثنانهم بالفعل
- يستخدم اختبار نماذج مبتكرة لتنمية المدن الصغيرة في روسيا، الذي يستند عن نتائج المشروع لتطوير مدن صغيرة أخرى في البلاد.

## الاستثمارات
- الاستثمار في المشروع (سنة 2008-2013): 5 مليار روبل.
- حتى الآن، استثمرت: أكثر من مليار روبل.

### مساحة تكنوبوليس
400 هكتار. أكثر من 3000 فرصة عمل.

### مراحل المشروع (خطة)
- سنة 2009 افتتاح مصنع لإنتاج منتجات إلكترونية منزلية
- تكليف مصنع لإنتاج المنتجات المعادن والبلاستيكية بواسطة ختم

#### سنة 2010
- افتتاح أول مصنع كرتون - إنتاج التغليف
- تكليف مصنع لبناء البيوت.
- وفقا لخطط المشروع، الشركة سوف تنتج وحدات مع الانتهاء تقليم، منها في اسبوعين سيكون من الممكن جمع البيوت مناسبة لشغل.

#### سنة 2011
- تشييد المرحلة الأولى من التسوية المنزلية في مدينة غوسيف
- تكليف مركز تكنوبوليس الاجتماعي والأعمال

#### سنة 2012
- افتتاح مصنع في مجال الالكترونيات الدقيقة (جمعية المعالجات واجسامها)
- تشييد المرحلة الثانية من التسوية المنزلية في مدينة غوسيف
- تحسين الأراضي متكامل وبناء البنية التحتية الاجتماعية
- افتتاح فرع جامعة سانت-بطرسبورغ، وتنظيم عملية التعليم والبحث العلمي في المركز التعليمي البحثي الجامعي

#### سنة 2013
- افتتاح مصنع لإنتاج لوحات مطبوعة
- تنظيم مستودع الجمارك.

## نتائج المشروع المتوقعة

### تنمية الإنتاج الحديثة في غوسيف
مصنع لإنتاج منتجات إلكترونية منزلية

### عمل المركز التعليمي العلمي البحثي
- مكتب التصميم
- المركز التعليمي العلمي البحثي الجامعي
- صندوق استثماري لدعم البحث والتطوير، على النحو المنصوص عليه في تكنوبوليس وما وراءها
- حاضنة الأعمال - حديقة التكنولوجيا.

### النتائج الاجتماعية والاقتصادية للمدينة والمنطقة
- رفع مستوى ونوعية الحياة لسكان المدينة والمنطقة
- تعزيز الابتكار والنشاط التجاري في منطقة كالينينغراد
- خلق قطب النمو جديد في مدينة غوسيف، منطقة كالينينغراد

## انتقادات للمشروع
وقد رحب جميع مراقبين السوق مبادرة الشركة جنرال ساتلايت وآفاق الاستثمار. «إن تطوير المجمعات الصناعية، من وجهة نظر واحدة، هي مكلفة جدا، من ناحية أخرى - علوم وتكنولوجيا متقدمة جدا – قد علق بول جافورونكوف المحلل في شركة الاستثمار» سوفلينك«عن تعتزم جنرال ساتلايت. -- واستنادا إلى حجم الرواتب، حتى عام 2011 سيتم انفاق هذه 1500-2400 مليون روبل. ينبغي أن يصل متوسط الرواتب 1950 مليون، والتي ياكل حول 40 ٪ من مال المشروع. إنشاء منطقة صناعية مثلها ممكن إذا يقام المعايير والممارسات الصارمة في مجال البناء وتدفق التمويل فقط. من وجهة نظر البلاد، انها مساهمة لا تقدر بثمن للتطوير وللعلوم». 

في تنفيذ المشاريع مثل هذه، يتواجه المطورون صعوبات كثيرة، والأكثر خطورة «الثغرات» في التشريعات والروتين. في هذه الحالة، قد قدم دعم كبير للمشروع من قبل المسؤولين المحليين بقيادة محافظ المنطقة كالينينغراد جورجي بوس.

## حقائق مثيرة للاهتمام
في غوسيف هناك تقليد، جنبا إلى جنب مع الاحتفال بيوم المدينة، الاحتفال بيوم تكنوبوليس.

## وصلات خارجية
- تكنوبوليس غوسيف